# 天草市立宮地岳小学校
天草市立宮地岳小学校（あまくさしりつ みやじだけしょうがっこう）は、かつて熊本県天草市宮地岳町にあった公立小学校。

## 沿革
- 1875年（明治8年）12月 - 字笛畑に創立
- 1890年（明治34年）4月 - 宮地岳村公立小学校設置
- 1910年（明治43年）5月 - 宮地岳尋常高等小学校と改称
- 1910年（明治43年）10月 - 現在地に移転
- 1941年（昭和16年）4月1日 - 宮地岳国民学校と改称
- 1947年（昭和22年）4月1日 - 宮地岳村立宮地岳小学校と改称
- 1954年（昭和29年）4月1日 - 本渡市立宮地岳小学校と改称
- 1981年（昭和56年）3月 - 宮地岳小学校に体育館が完成
- 2006年（平成18年）3月27日 - 天草市立宮地岳小学校と改称
- 2012年（平成24年）3月 - 天草市立亀場小学校、天草市立枦宇土小学校と統合し天草市立亀川小学校となる

## 補足事項
- 少子化で末期は複式学級になっていた。

## 学校周辺
- 宮地岳神社 (熊本県)